# Tinodes twilus
Tinodes twilus là một loài Trichoptera trong họ Psychomyiidae. Chúng phân bố ở miền Tân bắc.